# Papel sellado especial para protocolo

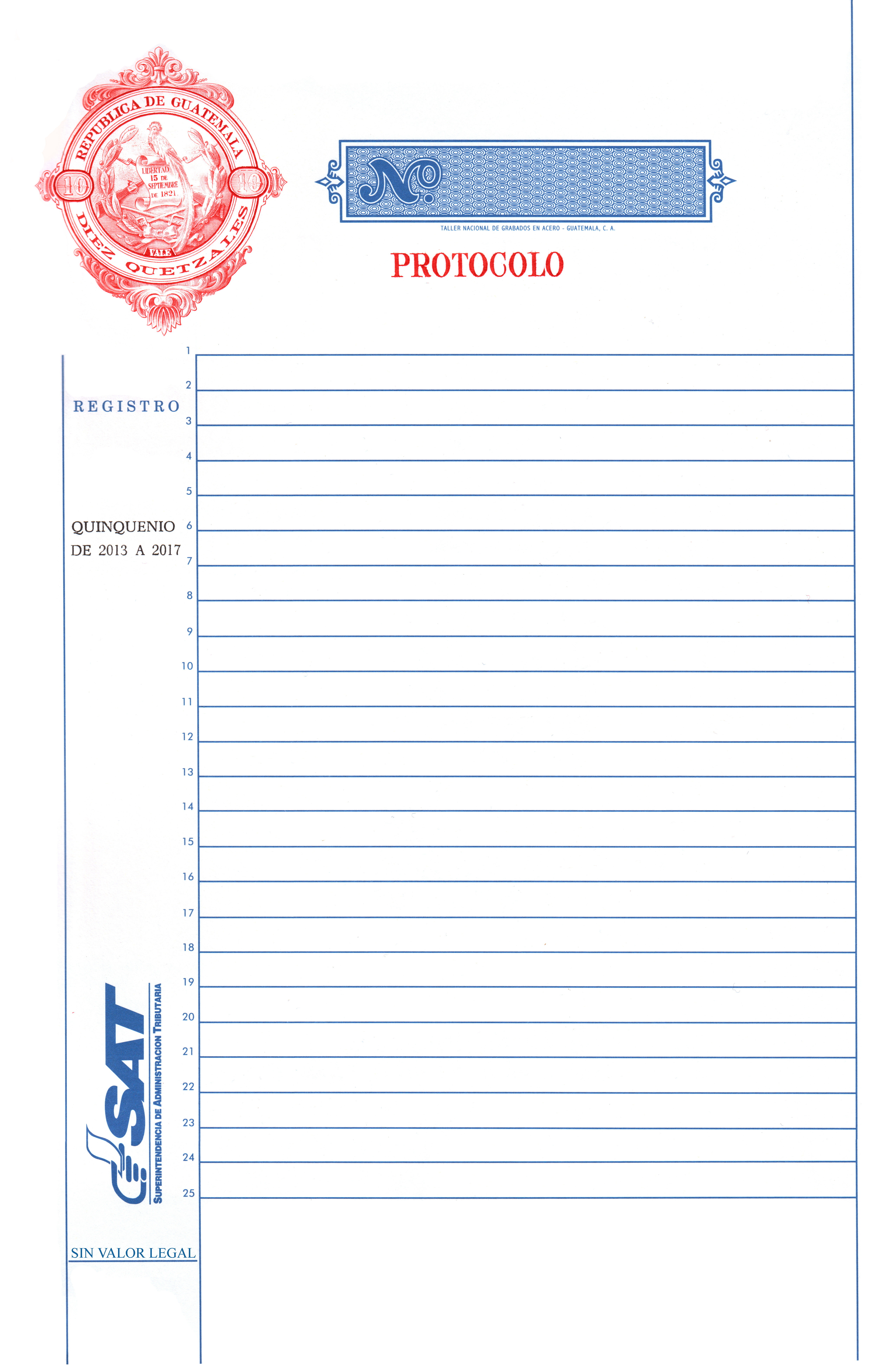
Reproducción didáctica de una hoja de Papel Sellado Especial para Protocolos.

En Guatemala el papel sellado especial para protocolos es el tipo de papel especial que utilizan los notarios para documentar los actos y contratos en los cuales intervienen y que por obligación legal deben constar en este tipo especial de papel.

## Utilización y finalidad
El papel sellado es un tipo especial de papel que se utiliza y es exigido en ciertos países para realizar trámites administrativos o judiciales e inclusive documentar declaraciones de voluntad.  
El papel sellado especial para protocolo es una de las dos especies fiscales que se utilizan actualmente en Guatemala y El Salvador, puesto que la tercera especie fiscal, que era el papel sellado, ya no se encuentra en uso. Siendo la segunda especie fiscal los timbres fiscales, que son estampillas que se utilizan para pagar impuestos adhiriéndolos a los documentos respectivos. Ambas especies fiscales configuran impuestos documentarios. 
Tiene como finalidad por una parte dar seguridad jurídica, y además es utilizado para cobrar impuestos que se establecen por su uso. 
Sin embargo, el notario en su ejercicio profesional no solo utiliza papel sellado especial, también usa el papel simple o bond, pero existen regulados casos específicos en los cuales la ley exige que debe constar en papel sellado especial para protocolo y estos son: las escrituras matrices (escritura pública), actas de protocolización, las razones de legalización de firma y documentos que el notario registra de conformidad con la ley. El último caso se trata de la obligación notarial de transcribir en el protocolo el acta notarial en donde consta la cubierta del testamento cerrado, regulado en el artículo 962 del código civil guatemalteco, decreto ley 106. 
Conforme lo establecido en el código de notariado, el notario puede escribir en estas hojas a mano alzada o utilizando máquinas mecánicas (mecánicas o electrónicas), debe hacerlo en español y sin utilizar abreviaturas. Entre otros requisitos de forma que regula el código de notariado.
El notario tiene la obligación de conservar estas hojas de papel especial por lo que cuando se autoriza un acto o contrato, el notario conserva la hoja de papel y entrega a sus clientes únicamente testimonios o copias de ellas, según corresponda.

## Adquisición
Por lo que se trata de un tipo especial de papel que únicamente se “vende” a los notarios, quienes en realidad no “compran” el papel, sino que pagan un impuesto para su utilización, ya que conforme lo establecido en el código de notariado, el notario no es propietario del protocolo sino únicamente su depositario y responsable de su conservación.
El notario tiene la obligación de conservar estas hojas de papel especial por lo que cuando se autoriza un acto o contrato, el notario conserva la hoja de papel y entrega a sus clientes únicamente testimonios o copias de ellas, según corresponda. 
Para hacer uso de este tipo especial de papel el notario debe tener la calidad de colegiado activo en el Colegio de Abogados y Notarios de Guatemala, pagar cincuenta quetzales (Q.50.00) en concepto de derecho de apertura de protocolo a la tesorería del organismo judicial y además pagar quinientos quetzales (Q.500.00) por un lote de 50 hojas de papel sellado especial para protocolos y le entregan cinco hojas adicionales, por concepto de comisión del 10% a que tiene derecho conforme el reglamento de la ley.
En la actualidad el lote de papel sellado especial para protocolo se distribuye en 50 hojas de papel, las cuales contienen una serie de medidas de seguridad y reglas especiales para su utilización, entre ellas y conforme el artículo 13 del Código de Notariado, esta su estricto orden correlativo y número de registro. Se lleva un estricto control de las hojas que son asignadas a un notario por número de registro, entre otros.

## Antecedentes
Conforme lo relatado por Ricardo Alvarado Sandoval y José Antonio Gracias González, en el artículo 9 código de notariado se establece que se vende el papel en pliegos, pero actualmente ya no son pliegos sino hojas sueltas. Relatan que los pliegos eran cuadernillos como los que se utilizan en la contabilidad, o sea, dos hojas unidas.
En Guatemala, antes de la emisión del decreto 37-92 que contiene la Ley del impuesto de timbres fiscales y de papel sellado especial para protocolos, se utilizaba el papel sellado, que era vendido a cualquier persona y que contenía diferentes valores. Se encontraba regulado en el decreto 61-87 del Congreso de la República, en la ley del impuesto de papel sellado y timbres fiscales de 1987.
El 1 de julio de 1992 el Congreso de la República emite el derecho 37-92, ley que establece el uso del Papel Sellado Espacial para Protocolos, artículo 6: “Se establece un impuesto de papel sellado especial para protocolos notariales, con una tarifa especifica de un quetzal (Q.1.00) por cada hoja…”.
En el año 2012 se emite el decreto 4-2012 cuyo artículo 66 reforma el artículo 6 del decreto 37-92 incrementando el costo de la tarifa específica a diez quetzales (Q.10.00) por hoja.

### El reglamento de 1992
El 27 de agosto de 1992 se emite el reglamento de la ley del impuesto de timbres fiscales y de papel sellado especial para protocolos, acuerdo gubernativo número 737-92.  Que establece aspectos importantes sobre el uso, control y fabricación del mismo, entre estos: 
Acerca de su uso el artículo 3 establece: …lo escrito o impreso en la hoja será de veinticinco líneas por lado; pero cuando se excediere de las líneas o de los márgenes, lo escrito o impreso se tendrá por no puesto, si al final no se salva lo entrelineado o excedido. Quedan excluidas de esta disposición, las anotaciones y/ o razones que se hagan en los márgenes del papel en los casos expresamente autorizados en razón del ejercicio profesional que el notario deba efectuar.
Sobre algunas condiciones para la venta del papel a notarios el artículo 24 y 25 establecen: Artículo 24…los notarios, para poder adquirir especies fiscales gozando de los privilegios de patentados, deben ser colegiados activos… Artículo 25…La Dirección no venderá papel sellado especial para protocolos, ni timbres fiscales, a los notarios que hubieren sido inhabilitados por el Archivo General de Protocolos… el artículo 30 establece: …venderán exclusivamente a los Notarios en ejercicio, el papel sellado especial para protocolos en lotes no menores de cincuenta y cinco hojas, incluyendo la comisión, guardando en éstos el orden correlativo, debiéndose anotar en el libro de registro de papel sellado especial para protocolos autorizado por la Contraloría General de Cuentas, el número de serie, orden y registro de dicho papel; el nombre, firma y sello del notario que lo recibe para sí o por encargo de otro notario, según lo dispuesto por el Código de Notariado. 
Sobre la fabricación y características del papel sellado especial para protocolos, establecen los artículos 28 y 29, lo siguiente: Artículo 28. El Ministerio de Finanzas Públicas, por conducto del Taller Nacional de Grabados en Acero se encargará de la fabricación de timbres fiscales y de papel sellado especial para protocolos…

### Reformas del 2012-2013
año 2017
Respecto al papel sellado especial para protocolos se han presentado algunos cambios desde 1992, siendo los más relevantes los siguientes: 
En el año 2013 se emite el acuerdo gubernativo 4-2013 por el Directorio de la Superintendencia de Administración Tributaria, derogando el acuerdo 737-92, contiene un nuevo reglamento para la ley del timbre fiscal y papel sellado especial para protocolos. 
Actualmente establece el artículo 15 que… "...la Superintendencia de Administración tributaria se encargará de la fabricación de timbres fiscales y Papel Sellado Especial para Protocolos. 
El artículo 16 establece que: "…el tamaño, tipo, colores, medidas de seguridad, leyendas, numeración y otras características de las hojas de Papel Sellado Especial para Protocolos, serán determinados por la Administración Tributaria. La Administración Tributaria podrá poner a disposición de los Notarios hojas de Papel Sellado Especial para Protocolos con o sin renglones impresos, en ambos casos no podrán imprimirse más de veinticinco líneas por página o de cincuenta por hoja. Las hojas de Papel Sellado Especial para Protocolos, no tendrán periodo de vigencia".
La Superintendencia de Administración Tributaria emite en 2012 el acuerdo del directorio de número 21-2012, que establece: "...como el 31 de diciembre de 2012, caduca el quinquenio 2008-2012 definido para el uso de las hojas de papel sellado especial para protocolos vigentes a esa fecha, es pertinente autorizar, con base el artículo 68 del decreto 4-2012 del congreso (artículo que contiene la reforma al artículo 23 del decreto 37-92, Ley del impuesto de timbres fiscales y de papel sellado especial para protocolos), la impresión de hojas de papel sellado especial para protocolo para el quinquenio 2013 a 2017".

## Características

### Características desde 1992 hasta 2012
De las características del papel sellado especial para protocolos se regulan en el artículo 29 del acuerdo 737-92 que establece que son: 
- hojas sueltas de treinta y tres centímetros de largo por veintidós de ancho.
- Llevará estampado en el ángulo superior izquierdo el Escudo de Armas de la República y la indicación del valor de la hoja.
- En al ángulo inferior izquierdo, se imprimirá el sello del Ministerio de Finanzas Públicas. Al lado derecho del Escudo de Armas, dentro de un rectángulo en filigranas de nueve centímetros de largo, irá el número de orden de la hoja y abajo de dicho rectángulo llevará impresa con letras mayúsculas la palabra PROTOCOLO.
- Abajo del Escudo de Armas irá el número de registro de la hoja, con la indicación del quinquenio a que corresponde.
- El número de orden irá precedido por la letra que corresponda a la serie, según las veintiocho letras del alfabeto español.
- La hoja deberá contener impresas en cada lado, veinticinco líneas a doble espacio. Cada línea tendrá una extensión de ciento cincuenta y siete milímetros.
- Al dorso de la hoja llevará un rectángulo en filigranas de nueve centímetros de largo por dos centímetros de ancho, en donde se indicará la fecha y hora en que se imprimió la primera hoja estampada en el Taller Nacional de Grabados en Acero.
- La impresión de papel sellado especial para protocolos se hará en rotograbado en acero y del color específico que establezca el Ministerio de Finanzas Públicas, por acuerdo ministerial, y será de la denominación de un quetzal, quedando la impresión de litografía circunscrita al rayado y a los rectángulos de la parte superior del anverso de las hojas.

### Características de 2013 hasta 2022

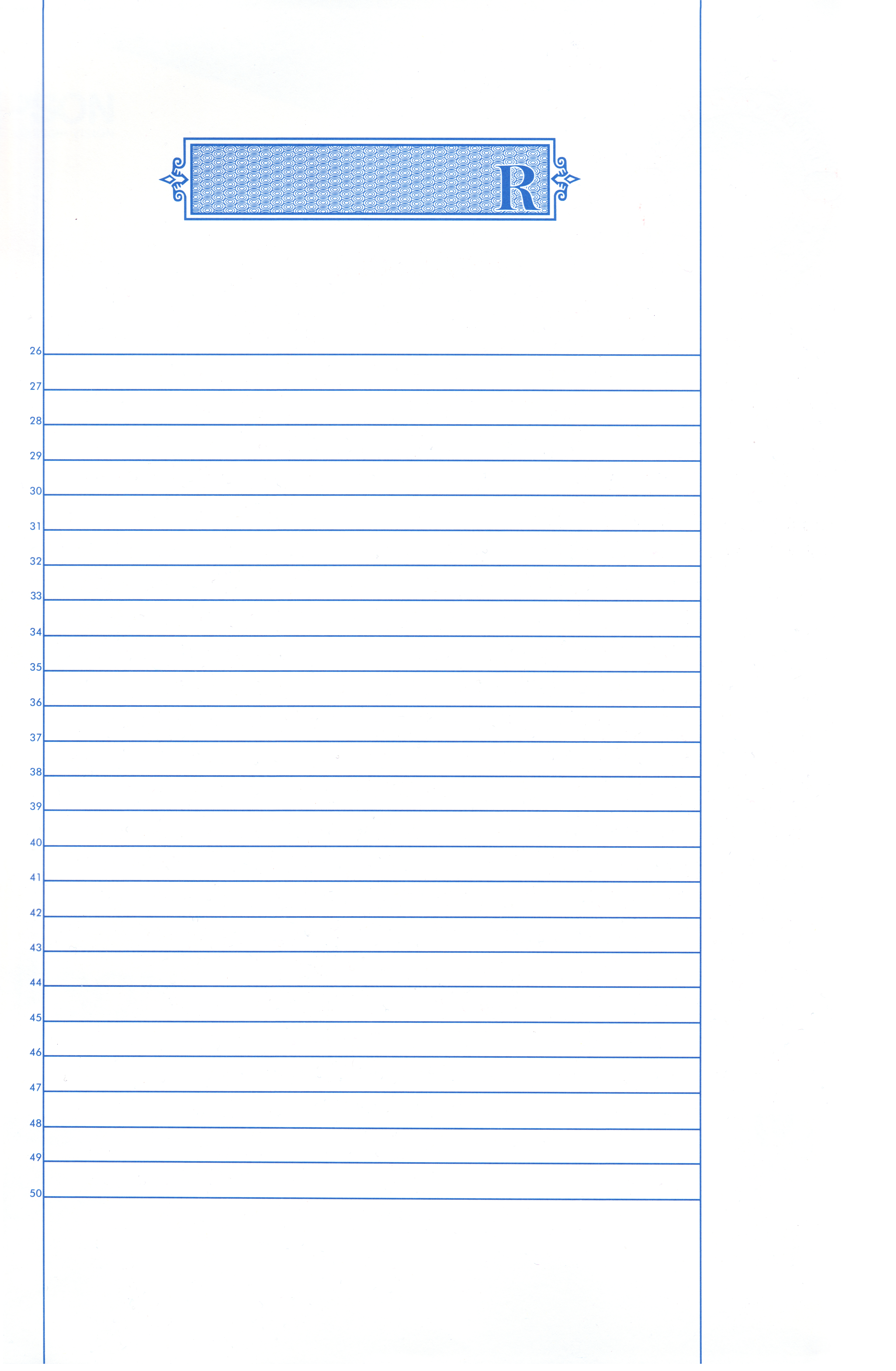
Parte trasera de una reproducción con fines didácticos de una hoja de papel sellado especial para protocolos.

En el Artículo 1 del acuerdo 21-2012 se establecen nuevas características para el papel sellado especial para protocolos, el artículo establece que: "…por intermedio del taller nacional de Grabados en Acero… se proceda a imprimir el primer requerimiento de hojas de papel sellado especial para protocolos del quinquenio 2013 a 2017, con las características mínimas siguientes:  
- …será producido en hojas de seguridad Ledger , el cual contiene sello de agua en la masa del papel, estampado desde el molino, fibras invisibles de colores verde y azul, traslucidas con luz ultravioleta,
- …de treinta y tres centímetros de largo por veintiuno punto cinco centímetros de ancho.
- Deberá llevar estampado en el Ángulo superior izquierdo el escudo de armas de la república y la indicación del valor de la hoja…
- En el Ángulo inferior izquierdo, se imprimirá el logo de la Superintendencia de Administración Tributaria.
- Al lado derecho del escudo de armas, dentro de un rectángulo en filigranas de nueve centímetros de largo, ira el número de orden de la hoja y debajo de dicho rectángulo llevara impresa con letras mayúsculas la palabra PROTOCOLO.
- Abajo del Escudo de Armas se colocara el número de registro de la hoja, con la indicación del quinquenio a que corresponde, el número de orden ira precedido por la letra que corresponda a la serie, según las letras del alfabeto español.
- La hoja deberá contener impresas en cada lado, veinticinco líneas a doble espacio. Estas líneas tendrán una extensión de ciento cincuenta y siete milímetros…
- Al dorso de la hoja llevara un rectángulo en filigranas de nueve centímetros de largo por dos centímetros de ancho, en donde se indicara el número de orden de la hoja e inmediatamente después la letra “R”, la cual significa “reverso".

## La Crisis del papel sellado especial para protocolos de 2016
Desde principios del año 2016 existió desabastecimiento de papel sellado especial para protocolos, lo cual no es común. Muchos notarios en ejercicio tuvieron graves problemas para adquirir el papel especial, puesto que no había existencias para cubrir la demanda.
Se trataba de un acontecimiento extraño e injustificado porque el papel tiene un costo que sufraga los gastos de su fabricación y distribución, no es gratuito, lo cual generó descontento por parte del gremio de notarios de Guatemala.  
El desabastecimiento puede traer graves consecuencias para la seguridad jurídica y la economía nacional porque muchos acuerdos de voluntad tienen por ley que constar en esta clase de papel para que tengan validez, por lo que la contratación puede verse gravemente afectada.  
El Colegio de Abogados y Notarios de Guatemala no se pronunciaba acerca del asunto y tardo bastante en intervenir para su solución, la cual buscaron por medio del diálogo con las autoridades de la Superintendencia de Administración tributaria, que ofreció la racionalización del papel estableciendo que habría únicamente un lote para cada notario.
Sin embargo al pasar de los meses el problema persistía, entonces las autoridades del Colegio profesional presentaron una acción constitucional de amparo ante los órganos jurisdiccionales para que se obligase a la SAT a re abastecer el papel sellado, la sala resuelve la acción planteada y ordena un plazo para que esto se lleve a cabo.
La SAT aduce no tener capacidad para producir el papel sellado especial para protocolos en las cantidades requeridos, debido a las limitaciones técnicas del Taller Nacional de Gravados en Acero. 
Es muy probable que se esté dejando de fabricar el papel especial debido a que en el año 2017 concluye el quinquenio de vigencia del papel, por lo que se propuso por parte de la SAT que se deje de utilizar el papel especial impreso en el Taller de Gravados en Acero y se simplifique su utilización, sin embargo, existe cierto descontento por parte de algunos notarios debido a que el costo se mantendrá o probablemente será elevado para el siguiente quinquenio.